# Randonnées en Israël

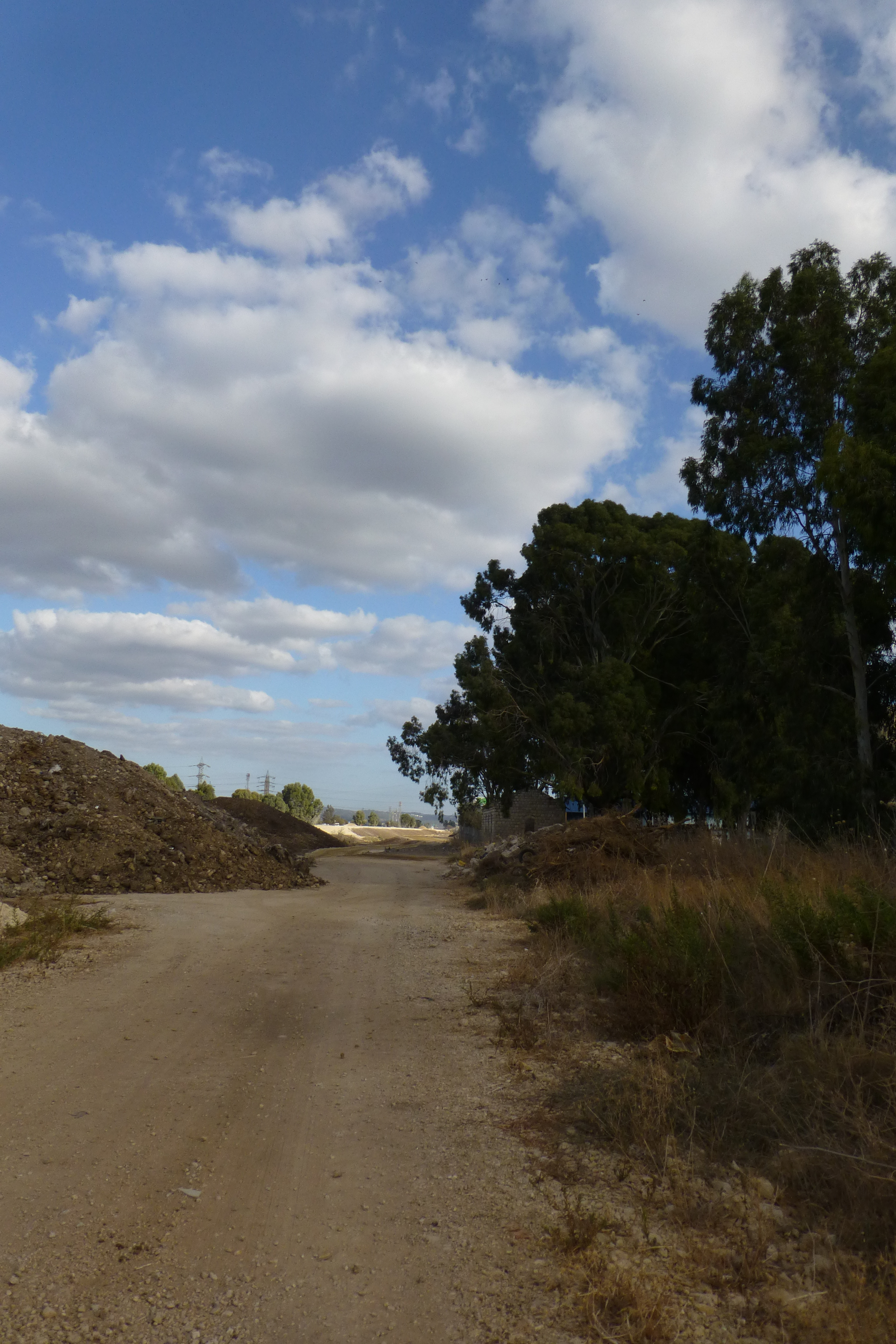
Ceci est une photo d'un monument en Israël, identifié sous le numéro

Avec 9 656 kilomètres de chemins de randonnées, le Ministère israélien des Affaires étrangères qualifie le pays de « paradis pour randonneurs ».

## Sentiers

### Le sentier de Nahal Katlav
À partir du village de (en) Bar Giora, le sentier passe par une source d'eau, puis le lit d'une rivière asséchée, la gare de Bar Giora et un village abandonnée. La boucle de la piste prend environ 4 heures à terminer.

### LaRoute de Birmanie
Ce sentier traverse la forêt de pins du parc Rabin, le village de (en) Beit Meir où le sentier quitte la route de Birmanie et continue dans la (en) Forêt des Martyrs. La boucle prend environ 3,5 heures à compléter. Une boutique propose la location de vélos.

### Le sentierUpper nahal David
Le sentier passe par la cascade de David, un canyon, la source d'Ein Gedi, et le Temple chalcolithique d'Ein Gedi. Ce sentier prend environ 5 heures à compléter et nécessite un droit d'entrée d'environ 5 $ US. 

### Le sentier de Nahal Dragot (aussi appelé Darga)
Ce sentier traverse des parois de 50 mètres de hauteur, des cascades et des cratères remplis d'eau Dray. Ce sentier nécessite des cordages pour être complété.

### Le sentier de(en)Wadi Qelt
Ce sentier mène à travers la zone de (en) Wadi Qelt et passe par Ein Prat et Nahal Qelt. Le sentier passe des lacs et des zones de pique-nique vers piscines et se divise soit vers (en) Pisgat Ze'ev soit vers Jéricho à l'est. La fourche orientale traverse une gorge rempli d'eau. Le sentier se termine à St. George. La fourche à l'est du sentier ne réalise pas une boucle jusqu'au point de départ. Le sentier de Wadi Qelt prend environ 6 heures à terminer. Le sentier dispose d'un parking. 

### Nahal Og
Ce sentier mène à travers plusieurs canyons de craies blanches. La majorité de la piste est plate mais il passe devant plusieurs falaises quasi verticales via des échelons forés dans la roche. Ce sentier ne forme pas une boucle et il arrive que des crues éclaires se manifestent en cas d'averse. Le sentier prend environ 3 heures à terminer.

### Le sentier des Piliers de Amram / Le Black Canyon
Ce parcours commence au Piliers de Amram et mène au sommet du mont Amir. Là haut, il se sépare en deux soit vers le Israel National Trail, soit vers un canyon avec des mines de cuivre. Les deux fourches terminent près du Black Canyon. Le sentier ne réalise pas une boucle et prend environ 4 heures à terminer. 

### Le sentier du Mont Zefachot
Ce sentier est l'ascension du mont Zefachot, où il y a plusieurs fourches qui mènent de nouveau vers le bas. 

### Nahal Amud
En commençant par le mont Meron, le sentier de Nahal Amud est parallèle au Israel National Trail et passe des lacs et d'anciens moulins à farine. Ce sentier est dans un parc national avec un droit d'entrée et prend environ 5 heures à terminer. 

### Haute Nahal Yehudiah
Ce sentier passe un village syrien abandonné et un champ où pâture du bétail. Le sentier mène ensuite vers deux falaises grâce à des cordages et des échelles percés dans la roche. Le sentier nécessite de nager dans un cours d'eau afin de réaliser la boucle du retour. Le sentier prend environ 5 heures à terminer.

### Le sentier de Jérusalem
Le sentier de Jérusalem (en) relie le Israel National Trail à Jérusalem. Le sentier passe devant plusieurs des monuments de Jérusalem, y compris la Vieille Ville, le mont des Oliviers, la vallée du Cédron. Ce sentier fait une boucle de 42 kilomètres de long et dure environ deux jours à compléter.

### Chemin de Jésus
Le chemin de Jésus commence à Nazareth et passe par plusieurs sites touristiques liés à la vie et au ministère de Jésus, y compris Sepphoris, la mer de Galilée, les (en) Cornes de Hattin ainsi que plusieurs autres sites. La longueur du sentier est de 65 kilomètres. Il faut environ quatre jours pour le parcourir.

### Sentier national israélien
Ce sentier passe à travers l'ensemble d'Israël, de la ville ancienne de Tel Dan et se termine à Eilat. Le sentier a une longueur de 960 kilomètres et nécessite environ 60 jours de marche.
En mai 2015, Google Street View, en collaboration avec la Société pour la protection de la nature en Israël, a annoncé son projet de photographier l'intégralité du Israel National Trail.

### Sentier de la mer à la mer
Le sentier de la mer à la mer (en) mène de la mer Méditerranée au lac de Tibériade. Il traverse Abirim, le Mont Meron, Ein Koves, et d'autres sites touristiques. Ce chemin a une longueur d'environ 89 kilomètres et nécessite environ 4 jours de marche.

## Reconnaissance
Le sentier national israélien a été inclus dans le magazine National Geographic dans la liste "World's Best Hikes: Epic Trails".